# Ciry-le-Noble
Ciry-le-Noble é uma comuna francesa na região administrativa de Borgonha-Franco-Condado, no departamento Saône-et-Loire. Estende-se por uma área de 32,88 km². Em 2010 a comuna tinha 2 292 habitantes (densidade: 69,7 hab./km²).